# Hellbach (Adelsgeschlecht)

Wappen der schwarzburgisch-thüringischen von Hellbach von 1819

Hellbach ist der Name eines erloschenen thüringisches Adelsgeschlechts, über dessen Alter und Ursprung bisher wenig bekannt ist.

## Geschichte
Ursprünglich soll die Familie aus Schwaben stammen. Im 12. Jahrhundert soll ein Mitglied der Sippe vom späteren Kaiser Lothar III. zum Ritter geschlagen worden sein. In Zedlers Universallexikon wird auf ein „adliches Geschlechte“ der „Helbach oder Helbecke“, „aus welchem Albertus anno 1189 als Zeuge“ vorkomme, hingewiesen. In der zweiten Hälfte des 16. Jahrhunderts sollen sie ihren Adel und ihr Lehen der Burg Mühlberg, aber nicht das Wappen aufgegeben haben.

## Adelserhebung
Schwarzburg-sonderhausensche Adelserneuerung mit Wappenbesserung am 3. Dezember 1819 für Johann Christian Hellbach als fürstlich schwarzburg-sondershausener Hofrat zu Arnstadt. Er war mit Charlotte Friederike Wilhelmine Ernestine von Berga vermählt.

## Wappen
- Das Stammwappen zeigt in Gold zwei zueinander gekehrte, aufgerichtete, gekrümmte silberne Fische, eine Rose umschließend. Auf dem Helm das Motiv.
- Das um drei Felder und einen Helm erweiterte Wappen von 1819 ist geviert; Feld 1: in Gold eine silberne Rose zwischen zwei einwärts gebogenen aufgerichteten silbernen Fischen, 2: in Schwarz zwei die halbmondförmige Beile auswärts gekehrte silberne Hellebarden an geschrägten silbernen Schäften, 3: in von Silber und Rot geteiltem Feld ein mit einem laufenden silbernen Windhund belegter schwarzer Balken (Wappen von Berga), 4: in Blau ein natürlicher Falke. Zwei Helme mit schwarz-goldenen Decken, auf dem rechten die Rose zwischen den Fischen, auf dem linken die Hellebarden.